# Euphrasia platyphylla
Euphrasia platyphylla är en snyltrotsväxtart som beskrevs av Francis Whittier Pennell. Euphrasia platyphylla ingår i släktet ögontröster, och familjen snyltrotsväxter. Inga underarter finns listade i Catalogue of Life.